# Ingeborg Schödl
Ingeborg Schödl (* 28. August 1934 in Wien; † 13. September 2023 ebenda) war eine österreichische Publizistin und Buchautorin.

## Leben
Sie wurde 1934 in Wien geboren. Nach der Ausbildung zur Großhandelskauffrau war Schödl im Marketingbereich eines deutschen Pharmakonzerns tätig.
1977 wurde sie zur geschäftsführenden Generalsekretärin des Katholischen Familienverband Österreichs (KFÖ) bestellt und war anschließend Büroleiterin. Von 1978 bis 1982 war sie Chefredakteurin der Verbandszeitschrift „ehe & familie“. Von 1984 bis 1987 war Schödl Vizepräsidentin des KFÖ. Bis 1999 war sie außerdem im KFÖ ehrenamtlich als Medienexpertin tätig. Von 1982 bis zu ihrer Pensionierung im Jahr 1994 war Schödl Redakteurin der Kirchenzeitung der Erzdiözese Wien.
Sie war seit 1958 verheiratet mit Alfred Schödl, mit dem sie zwei Kinder hatte. Sie verstarb am 13. September 2023 in Wien.

### ORF
Von 1977 bis 1999 wurde Schödl vom KFÖ als Familienvertreterin in die Hörer- und Sehervertretung (heute Publikumsrat) des ORF entsandt. Sie war Initiatorin der Mini-ZIB und setzte sich gegen Gewalt in den Medien ein. Dies führte 1989 zur Erstellung der „Richtlinien für die Darstellung von Gewalt und Aggression“ im ORF. Schödl arbeitete in zahlreichen Medienkommissionen mit und nahm an Enqueten, Fachtagungen und Symposien im In- und Ausland (ZDF und SRG) teil. Von 1900 bis 1999 war sie Vorsitzende des HSVF-Programmausschusses.

### Caritas Socialis
Schödl setzte sich publizistisch sehr für die Sozialpionierin und Sozialpolitikerin Hildegard Burjan ein, die 1919 die Schwesterngemeinschaft Caritas Socialis gründete. Per Dekret vom 23. November 2000 durch die römische Congregazione delle Cause di Santi wurde sie zur Vizepostulatorin im laufenden Seligsprechungsverfahren bestellt. Die Seligsprechung von Hildegard Burjan erfolgte am 29. Januar 2012.

## Schriften
- Männerwelten-Frauenwerke: Hildegard Burjans Vermächtnis an Politik und Kirche. (Edition Tau 1991) ISBN 978-3-90097718-4
- Hoffnung hat einen Namen, Hildegard Burjan und die Caritas Socialis. (Hrsg.), Tyrolia 1995
- Alt, aber nicht out – Gedanken über das Älterwerden. Verlag St. Gabriel 1996
- Gottes starke Töchter, 12 Frauen in der Kirche von heute. St. Gabriel 1996
- Zwischen Politik und Kirche – Hildegard Burjan. Dom-Verlag 2. Auflage 2000.
- Im Fadenkreuz der Macht – das außergewöhnliche Leben der Margarethe Ottillinger, Czernin-Verlag 2004, 2. Neuauflage 2015. ISBN 978-3-7076-0175-6
- Sie haben uns nicht zurückgeholt, Österreichs Wissenschaftler 1934–1945 (Co-Autorin); Holzhausen-Verlag 2005
- Was im Leben zählt –  verbindende Texte zu spirituellen Impulsen von Hildegard Burjan, Tyrolia 2006
- Mythos Mariazell – eine Spurensuche, Leykamverlag 2007
- Hildegard Burjan – Zwischen Politik und Kirche, 3. aktualisierte Auflage Domverlag 2008 (spanische Übersetzung 2017)
- Aus dem Leben geschöpft – Vermischte Alltagsgedanken. Domverlag 2008.
- Vom Aufbruch in die Krise, Die Kirche in Österreich ab 1945. Tyrolia 2011
- Nachdenken-Nachlesen, Erinnerungen an Wilhelm Müller (Hrsg.). Canisiuswerk 2012
- Das Unmögliche wagen: Anna Dengel – Ärztin, Missionarin, Ordensgründerin. Tyrolia 2014
- Florian Kuntner, Vom Lausbuben zum Bischof. Tyrolia 2017
- In der Kraft Gottes – Festschrift zum 40.Bischofsjubiläum von DDr.Helmut Krätzl (Hrsg.) Tyrolia 2017

Zudem Mitarbeit an verschiedenen Publikationen, Artikel und Gastkommentare in diversen Zeitungen.

## Auszeichnungen
- 1993: Leopold-Kunschak-Preis
- 1998: Goldenes Verdienstzeichen der Republik Österreich
- 2001: Dame des Päpstlichen Ordens S. Gregorius, Gregoriusorden
- 2004: Verleihung des Berufstitels „Professorin“
- 2013: Ehrenzeichen vom hl. Stephanus („Stephanusorden“) in Gold der Erzdiözese Wien